# 陸光祖
陸 光祖 （りく こうそ、ルー・グァンズー、英: Lu Guangzu、1996年10月19日 - ）は、中華人民共和国の男子バドミントン選手。BWF世界ランキング最高位は10位。

## 経歴
2018年のオーストラリア・オープンで優勝。初のBWFワールドツアー300以上のタイトル獲得となった。
2023年の中国オープンでは、準決勝で同胞1番手の石宇奇を破るなどして準優勝を果たした。